# 東祥三
東 祥三（東 祥三、あずま しょうぞう、1951年〈昭和26年〉5月1日 - ）は、日本の政治家。千葉科学大学学長。
衆議院議員（5期）、内閣府副大臣（菅直人第1次改造内閣・菅直人第2次改造内閣）、外務政務次官（細川内閣・小渕第2次改造内閣）、衆議院石炭対策特別委員長、衆議院経済産業委員長、衆議院安全保障委員長、自由党幹事長代理、同常任幹事、国民の生活が第一幹事長（初代）等を歴任した。

## 来歴
東京都新宿区で生まれ、板橋区で育つ。東京都立板橋高等学校、創価大学経済学部卒業。1978年、国際経済学修士取得。創価大学大学院経済学研究科国際経済学専攻博士課程満期退学。
1980年から8年間、国際連合工業開発機関や国際連合難民高等弁務官事務所に勤務した。

### 公明党・新進党

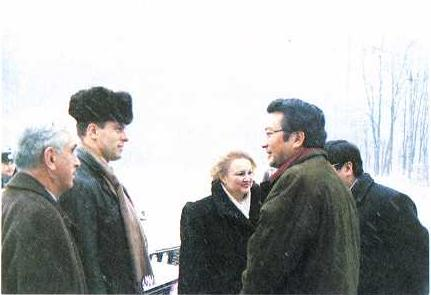
1993年、外務政務次官としてロシア国家院議員選挙監視団に参加

1990年、第39回衆議院議員総選挙に旧東京6区から公明党公認で立候補し、初当選した。公明党の当選同期に北側一雄、山口那津男がいる。当選後は市川雄一公明党書記長の下、副書記長を務める。
1993年8月、細川内閣で外務政務次官に任命された。
1994年、公明党の解党に伴い公明新党を経て新進党結党に参加する。
1995年の新進党党首選挙では、小沢一郎新進党幹事長を支持した（小沢は羽田孜副党首を破り、第2代新進党党首に就任）。
1996年の第41回衆議院議員総選挙では比例東京ブロック単独で立候補し、3選。
1997年の新進党解党に際しては、旧公明党系議員が小沢への反発を強めたのに対し、東や二見伸明、権藤恒夫らは親小沢の旗幟を鮮明にし、旧公明党議員らが結成した新党平和や黎明クラブではなく、小沢を党首に自由党を結党した（ただし、自由党は、1998年の第18回参議院議員通常選挙では、東京都選挙区で公明代表浜四津敏子を推薦した）。

### 自由党

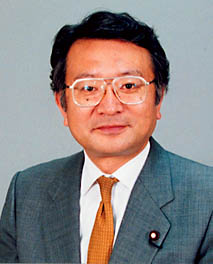
1999年10月、外務政務次官に就任

1998年11月には、分党状態であった旧公明党の流れを汲む公明・新党平和・黎明クラブ3党が合併し公明党が再結成されたが、自由党に参加していた東らは合流せず、自由党に残留した。
1999年1月、自自連立政権発足により自由党は与党入りした。同年3月、東京都知事選挙に立候補するため東京15区選出で自民党東京都連幹事長の柿澤弘治が衆議院議員を辞職（柿澤は都知事選に立候補するも落選）。東は補欠選挙に立候補する意向を表明するが、以前から比例区選出の議員の選挙区への鞍替えには批判があり、また東が辞職した場合、当時マスコミを賑わせていた野村沙知代が繰り上げ当選し批判を受ける恐れがあったため、最終的に立候補を断念した。補選には東京都議会議員の木村勉が自民党公認で立候補し、当選した。
同年10月、公明党が加わり自自公連立政権の小渕再改造内閣が発足した際、外務総括政務次官に任命された。
2000年4月、自由党が連立政権を離脱。連立政権への残留を主張する議員は保守党を結党し袂を分かったが、東は小沢に従って自由党に残留した。同年の第42回衆議院議員総選挙には東京15区から自由党公認で立候補。得票数は立候補者6人中5位であったものの、重複立候補していた比例東京ブロックで復活し、4選。

### 民主党

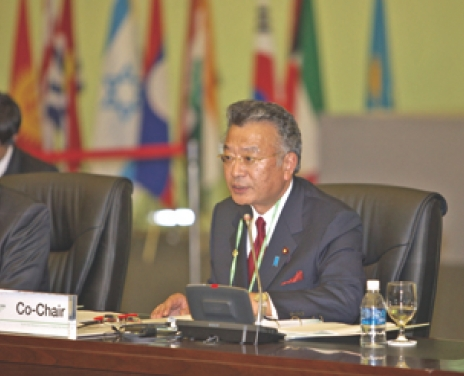
2010年10月、アジア防災閣僚級会議ハイレベル・ラウンドテーブルにて議長に就任

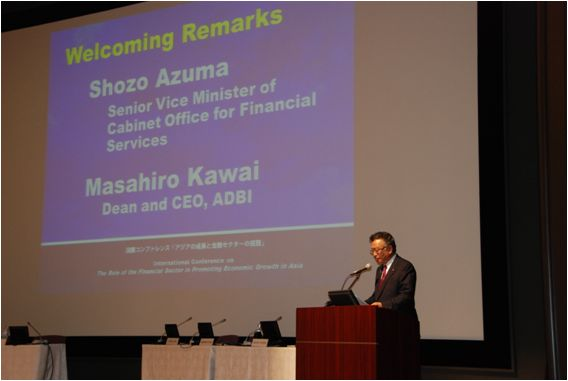
2011年2月3日、国際コンファレンス「アジアの成長と金融セクターの役割」にて挨拶

2003年、民由合併により民主党に入党。同年11月の第43回衆議院議員総選挙には東京15区から立候補したが、自民党の木村勉に敗れ、次点で落選した（公明党は木村を支援）。
2005年の第44回衆議院議員総選挙でも再び木村に敗れ、落選。
2009年8月、第45回衆議院議員総選挙で東京15区から民主党公認で立候補。自民党公認の木村を破り、6年ぶりに国政に復帰した。
2010年9月、菅直人第1次改造内閣で内閣府副大臣（金融、郵政改革、国際平和協力、拉致問題、防災、原子力安全担当）に任命され、菅直人第2次改造内閣まで務める。
2011年3月11日の東日本大震災発生後は、現地対策本部長を務めた。震災の約2ヶ月後の2011年5月10日〜13日にジュネーブで開催された国連の防災グローバルプラットフォーム会合には、日本政府代表として出席し、国連防災世界会議の日本招致を日本として初めて表明した（その後、野田佳彦内閣総理大臣が2011年9月の国連総会において改めて表明）。これがその後の国連総会での日本開催決議及び2015年3月の第3回国連防災世界会議の仙台開催につながった。
2011年6月1日、菅内閣不信任決議案に賛成するため内閣府副大臣の辞表を提出したが、6月2日の衆議院本会議前の民主党代議士会で菅直人首相の早期退陣が示唆されたことから、同決議案の採決では反対票を投じた。6月3日には菅首相からの慰留に応じ、辞表を撤回した。
2011年9月、衆議院安全保障委員長に就任。同年11月、一新会（小沢グループ）顧問に就任。同年12月、小沢一郎を中心に結成された新しい政策研究会では事務総長を務める。
2012年の消費増税をめぐる政局では、6月26日の衆議院本会議で行われた消費増税法案の採決で、党の賛成方針に反して反対票を投じた。7月2日には山岡賢次らを介して離党届が提出された。民主党は7月3日の常任幹事会で離党届を受理せず除籍処分とする方針を決定し、7月9日の常任幹事会で正式決定した。

### 民主党除籍後
7月11日、国民の生活が第一の結党に参加し、同党幹事長に就任。12月に行われた第46回衆議院議員総選挙には東京15区に日本未来の党から立候補したが落選。
2013年7月、第23回参議院議員通常選挙で生活の党の比例区から立候補したが、議席を獲得できなかったため、落選した。
2016年、千葉科学大学危機管理学部危機管理システム学科の教授に就任した。
2021年11月の秋の叙勲で旭日重光章を受章する。
2022年4月から2025年3月末まで千葉科学大学学長を務める。

## 人物

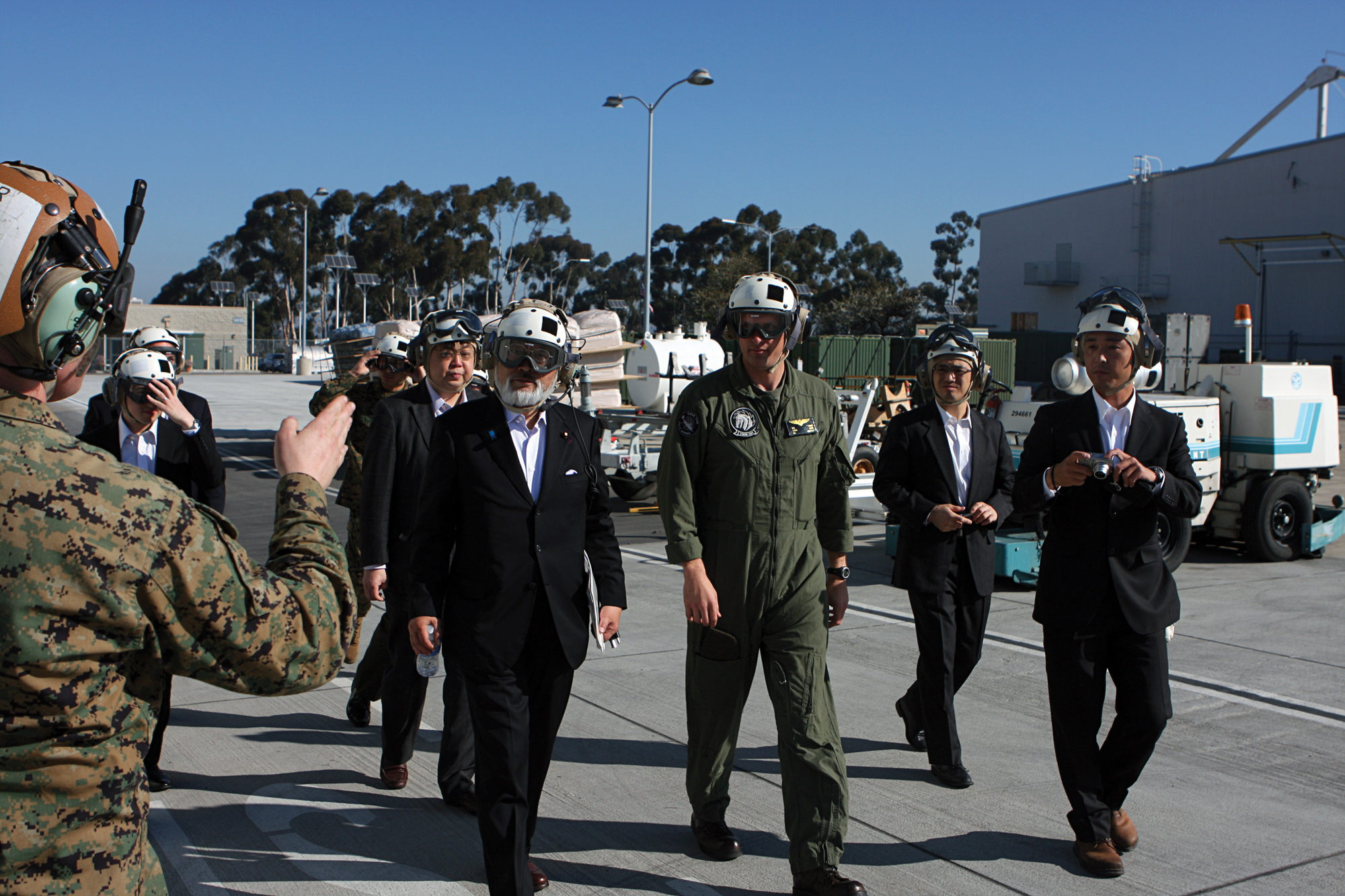
2012年1月19日、ミラマー海兵隊航空基地にて

創価大学OBであり、国政進出は公明党からであるが、新進党時代には「私の政治の師は小沢一郎」と公言。1997年の新進党解党に際しても、旧公明党系議員が結成した新党平和や黎明クラブには参加せず、公明党・創価学会とは事実上袂を分かつ形となった。その後も、選挙では公明党・創価学会から公式な支援は受けていない。
2011年3月12日、東日本大震災に見舞われた宮城県を訪れ上空からヘリで被災地を視察した際、居眠りをしていたとして、同乗した宮城県関係者から「眼下で多くの県民の命が失われているのに、どういうつもりか」と怒りの声が上がった。「熟睡したわけではない。座った時にうとうとした」と眠っていたことを認めた上で、「あってはならないが、地震発生後から睡眠をとっていないという事情もある」と釈明した。
三遊亭円楽とは長い付き合いがあり応援を受けている。

## 不祥事

### 政治資金
- 2010年11月19日に東京都選挙管理委員会が公表した政治資金収支報告書により、税金を原資とする党本部からの交付金が半分近くを占める政治資金を、自身の趣味の葉巻の購入費に充てていたことや銀座のクラブ等の遊興費の支払いに充てていたことが明らかになった[30]。
- 2011年11月24日に東京都選挙管理委員会が公表した政治資金収支報告書により、東が代表を務める民主党東京都第15区総支部が2010年、「渉外費」としてゴルフ場やゴルフ会に少なくとも9回28万円以上を支出し、更に2010年7月27日には「事務所費」の名目でゴルフ用品約5万円分を購入していたことが明らかになった。同支部は2010年、民主党本部から税金を原資とする政党交付金計1千万円を受けている。東事務所は「支持者らによる『東祥三ゴルフ会』があるなど、ゴルフを通じた政治活動もある」等と主張。活動の詳細についての説明はなかったものの、東本人の費用は「ポケットマネーで払っている」という。また「事務所費」の名目で購入したゴルフ用品もこのようなゴルフコンペにおいて秘書らが使うゴルフクラブやボールなどであると釈明、それらの用品は事務所で管理しているという。更に約3万円を千葉県のゴルフ場に払った記録がある2010年11月28日は、北朝鮮による韓国・延坪島砲撃事件の直後、米韓合同軍事演習の初日にあたる。東は当時、拉致問題・防災担当の内閣府副大臣であったが、2010年11月28日は首相の菅直人が全閣僚に都内待機や緊急時の1時間以内の登庁を求めている状況であった。それにもかかわらず東は千葉県のゴルフ場に出掛けていたのではないかとの疑いも持たれたものの、東事務所は「公設第2秘書と私設秘書が支持者とのゴルフコンペに出掛けた費用であり、東本人は参加していない」と釈明している[31]。

## 関連人物
- 魚住裕一郎
- 西川太一郎
- 浜四津敏子